# Wilmersdorf (Briesen (Mark))
Wilmersdorf ist ein Ortsteil der Gemeinde Briesen (Mark) im Landkreis Oder-Spree in Brandenburg. Er ist ungefähr 15 Kilometer nordöstlich  von Fürstenwalde/Spree, 3 Kilometer südlich der Bundesstraße 5 gelegen.

## Geschichte
Das Dorf Wilmersdorf wurde 1354 erstmals als Willmersdorf und Willemsdorp urkundlich erwähnt – es kam damals zugleich mit Fürstenwalde in den Besitz des Bistums Lebus. Dabei ist notiert, dass zu der Gemarkung „Willmersdorf“ 51 Hufen, darunter eine Pfarrhufe, gehörten. 1405 wurde die Schreibweise Wilhelmsdorff und 1424 Wilmerstorpe notiert. Im Jahr 1565 kam Wilmersdorf an den kurfürstlichen Rat und Doktor der Rechte Albrecht Thumb, danach zeitweise an die Familie v. Wulffen. Um 1670 wurde das Dorf  an Christian Ewald und George Ernst v. Rohr verkauft, um 1800 wird der Reichsgraf v. Finckenstein zu Madlitz als Besitzer genannt.
Anfang  des 20. Jahrhunderts zählte Wilmersdorf 337 Einwohner und umfasste eine  Fläche von 1274 Hektar (Landgemeinde: 332, Gutsbezirk: 942 Hektar). Das Dorf hatte bis zum Jahr 2004 eine eigene Pfarrstelle. Im Jahr 2007 wurde Wilmersdorf als Filialgemeinde dem Evangelischen Pfarramt Falkenhagen zugeordnet. Die  Evangelische Kirchengemeinde Wilmersdorf zählt 91 Gemeindeglieder. Seit dem 1. Januar 2016 gehört die Wilmersdorf zur neu gebildeten Kirchengemeinde Biegen – Jacobsdorf – Wilmersdorf.

## Kultur und Sehenswürdigkeiten
In der Liste der Baudenkmale in Briesen (Mark)#Wilmersdorf stehen die in der Denkmalliste des  Landes Brandenburg eingetragenen Baudenkmale des Ortes.

### Kirche
Die Wilmersdorfer Kirche wurde 1881–1883 unter Benutzung von alten Granitquadern eines Vorgängerbaus vollständig umgebaut. Der Turm, der Türvorbau auf der Südseite und die Sakristei wurden aus Backstein errichtet. Viele Ausstattungsstücke in der Kirche wurden aus der alten Kirche übernommen. So ist der Altaraufbau mit der Darstellung von Abendmahl (Predella), Kreuzigung (Hauptbild), Auferstehung (oberes Bild) und Himmelfahrt (in der bekrönenden Sonne) eine Stiftung von Christian Ludwig von Rohr aus dem Jahre 1703. Auch die Apostelgestalten Petrus und Paulus wurden vom älteren Altar übernommen. Die Kanzel mit den Bildern der vier Evangelisten und späteren Renaissance-Säulchen ist aus dem Anfang des 18. Jahrhunderts. Der barocke Taufengel stammt aus der zweiten Hälfte des 17. Jahrhunderts. Einmalig in Brandenburg ist die 1995 vollständig restaurierte Plastik Anna selbdritt aus dem 14. Jahrhundert.
In der ehemaligen Taufkapelle (linker Seitenraum in der Kirche) steht eine Kleinorgel der Firma W. Sauer (Frankfurt (Oder)) aus dem Jahr 1969 (op. 1858, H-Modell). Die Orgel mit elektrischem Gebläse verfügt über vier Register, Manual und Pedal.
In der Kirche befinden sich zwei Epitaphe für Christian Ewald v. Rohr (1627–1693) und für Ernst Christian v. Rohr (1686–1709).
An der südlichen Außenseite der Kirche befinden sich mittelalterliche Grabsteine, u. a. für George Adolph Schindler und seine Frau (verstorben 1728 bzw. 1723) sowie für Albrecht Thuem (verstorben 1581 im Alter von 56 Jahren).

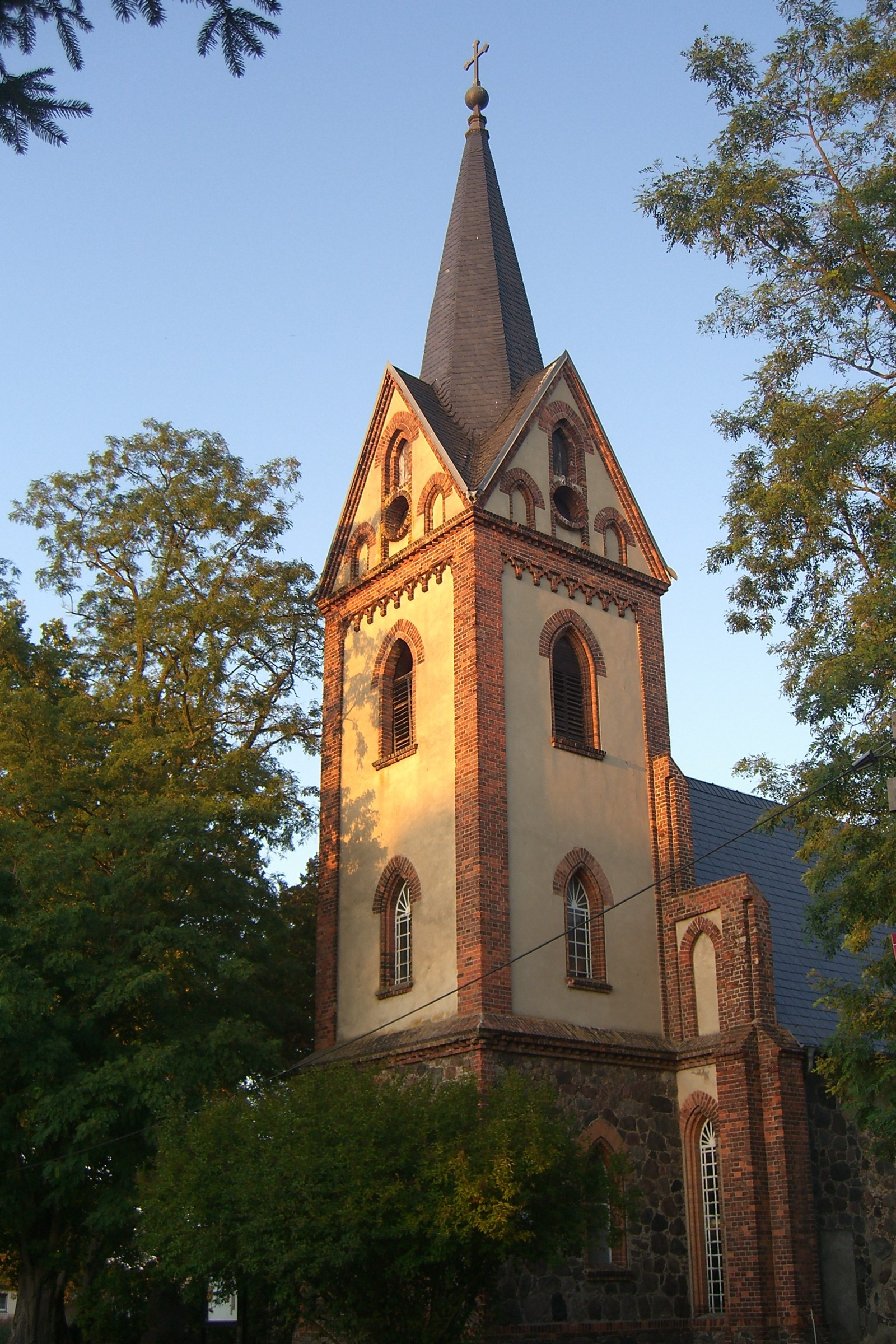
Dorfkirche Wilmersdorf
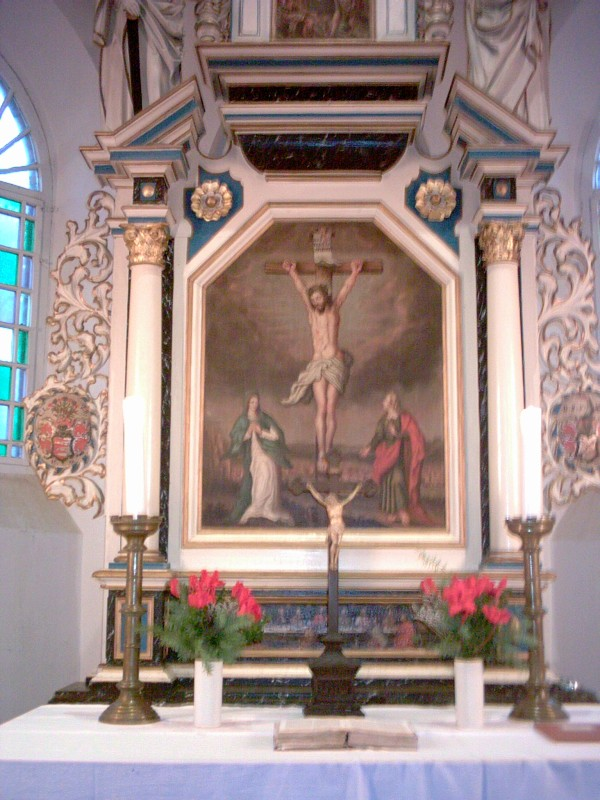
Altar in der Wilmersdorfer Kirche
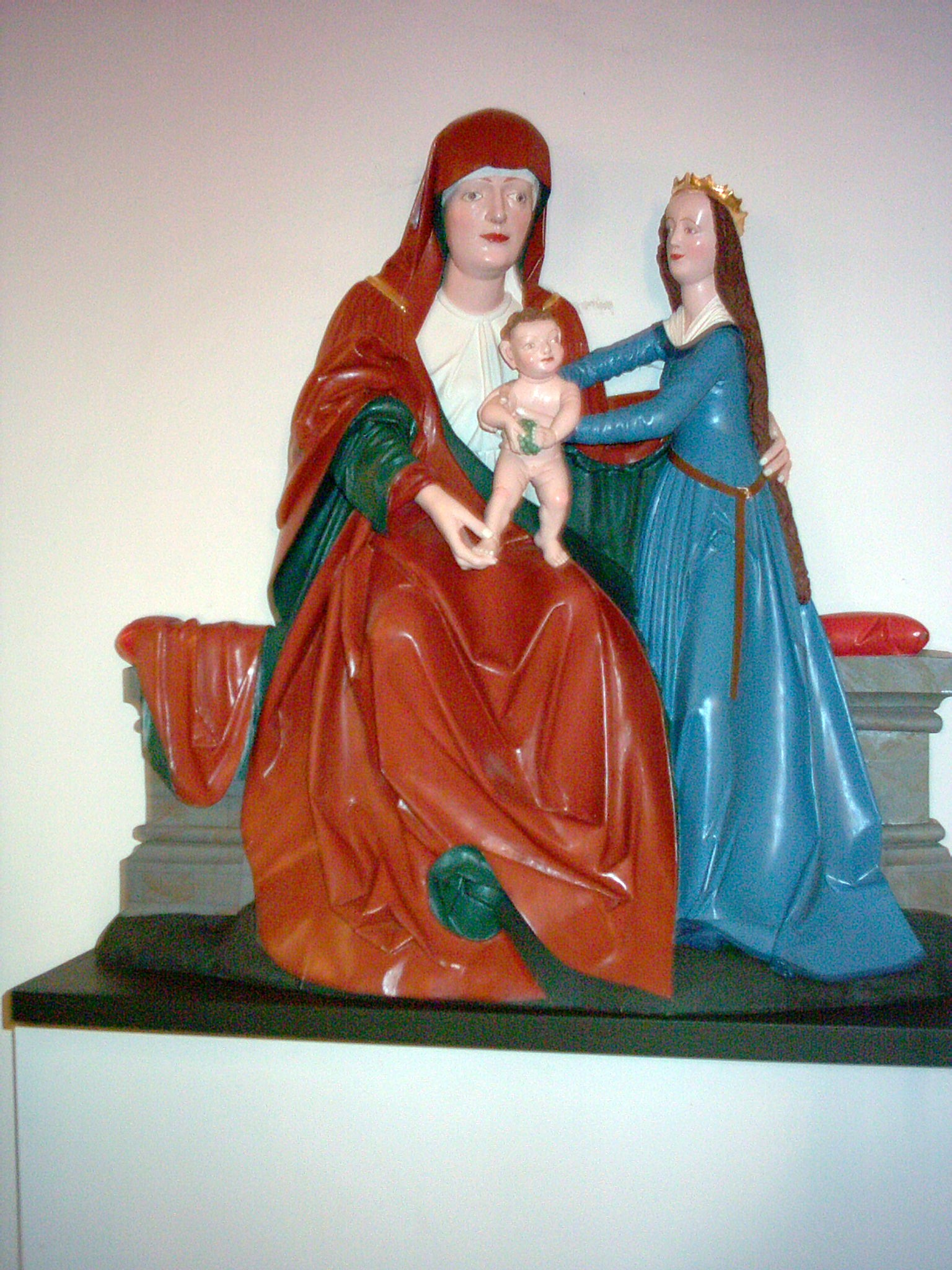
Anna selbdritt in der Wilmersdorfer Kirche

## Persönlichkeiten
- Philipp Ludwig Ewald von Rohr (1710–1782), preußischer Landrat
- Philipp von Luck und Witten (1739–1803), preußischer Oberst und Ritter des Ordens Pour le Mérite